# OpenSocial

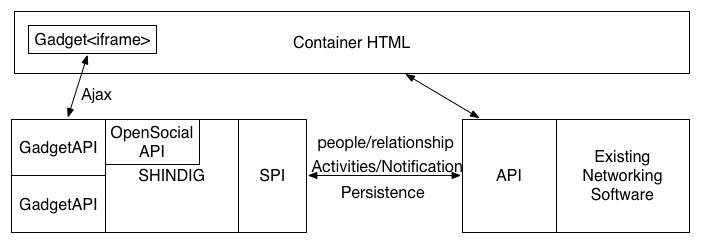
Struttura di OpenSocial

OpenSocial è una serie di API per applicazioni per reti sociali, sviluppate da Google insieme MySpace e a altre reti sociali.
È stato pubblicato il 1º novembre 2007.
Le applicazioni che implementano OpenSocial saranno interoperabili con qualsiasi rete sociale che li supporta, inclusi siti come Bebo, Engage.com, Friendster, hi5, Hyves, imeem, LinkedIn, mixi, MySpace, Ning, Oracle, Plaxo, Salesforce.com, Six Apart, Tianji, Viadeo e XING.

## Fonti
- (EN) MySpace and Google Join Forces to Launch Open Platform for Social Application Development, su google.com, 1º novembre 2007. URL consultato il 17 aprile 2011.
- (EN) Google Launches OpenSocial to Spread Social Applications Across the Web, su google.com, 1º novembre 2007. URL consultato il 17 aprile 2011.